# Dorfkirche Rosenthal (Dahme/Mark)

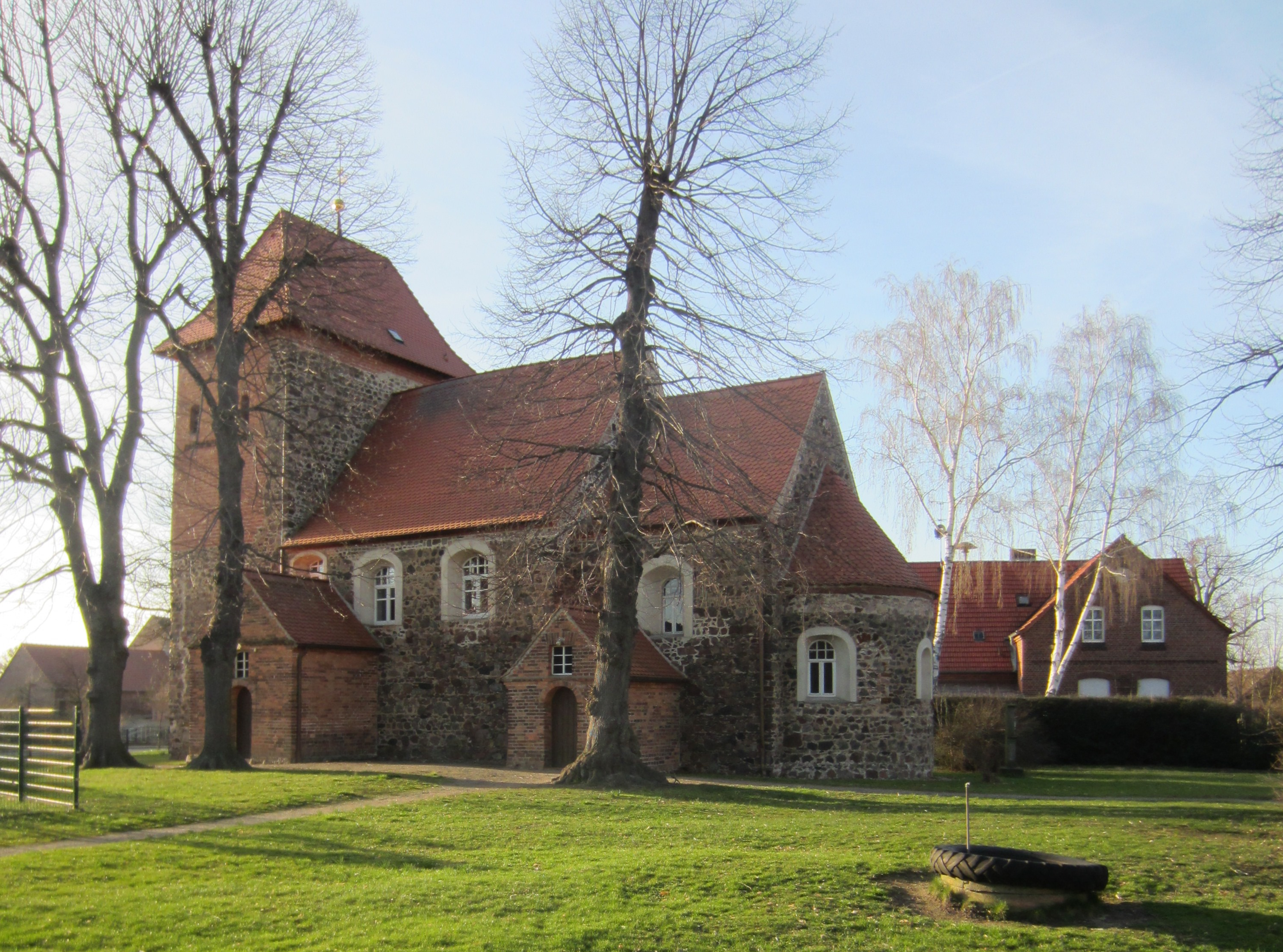
Dorfkirche Rosenthal

Die evangelische Dorfkirche Rosenthal ist eine spätromanische Feldsteinkirche in
Rosenthal, einem Ortsteil der Stadt Dahme/Mark im Landkreis Teltow-Fläming im Land Brandenburg. Die Kirchengemeinde gehört zum Kirchenkreis Zossen-Fläming der Evangelischen Kirche Berlin-Brandenburg-schlesische Oberlausitz.

## Lage
Die Bundesstraße 102 führt in West-Ost-Richtung südlich am Dorfkern vorbei. Von ihr zweigt die Straße Rosenthal im Westen und Osten jeweils nach Nordosten bzw. Nordwesten in den Ortskern ab und umschließt dort den Dorfanger. Dort steht mittig die Kirche auf einem Grundstück, das mit einem Zaun eingefriedet ist.

## Geschichte
Das Brandenburgische Landesamt für Denkmalpflege und Archäologische Landesmuseum (BLDAM) vermutet, dass der Bau eventuell noch im späten 12. Jahrhundert errichtet wurde. Der Kirchenführer des Kirchenkreises Zossen-Fläming gibt als Bauzeitraum hingegen die erste Hälfte des 13. Jahrhunderts an. Der Förderkreis Alte Kirchen Berlin-Brandenburg geht ebenfalls von diesem Datum aus. Aus dendrochronologischen Untersuchung ist bekannt, dass das Dachwerk des Kirchenschiffs aus dem Jahr 1401 stammt. Im 19. Jahrhundert kamen im Süden Anbauten aus Backstein hinzu. 1993 ließ die Kirchengemeinde das Turmoberteil erneuern.

## Baubeschreibung

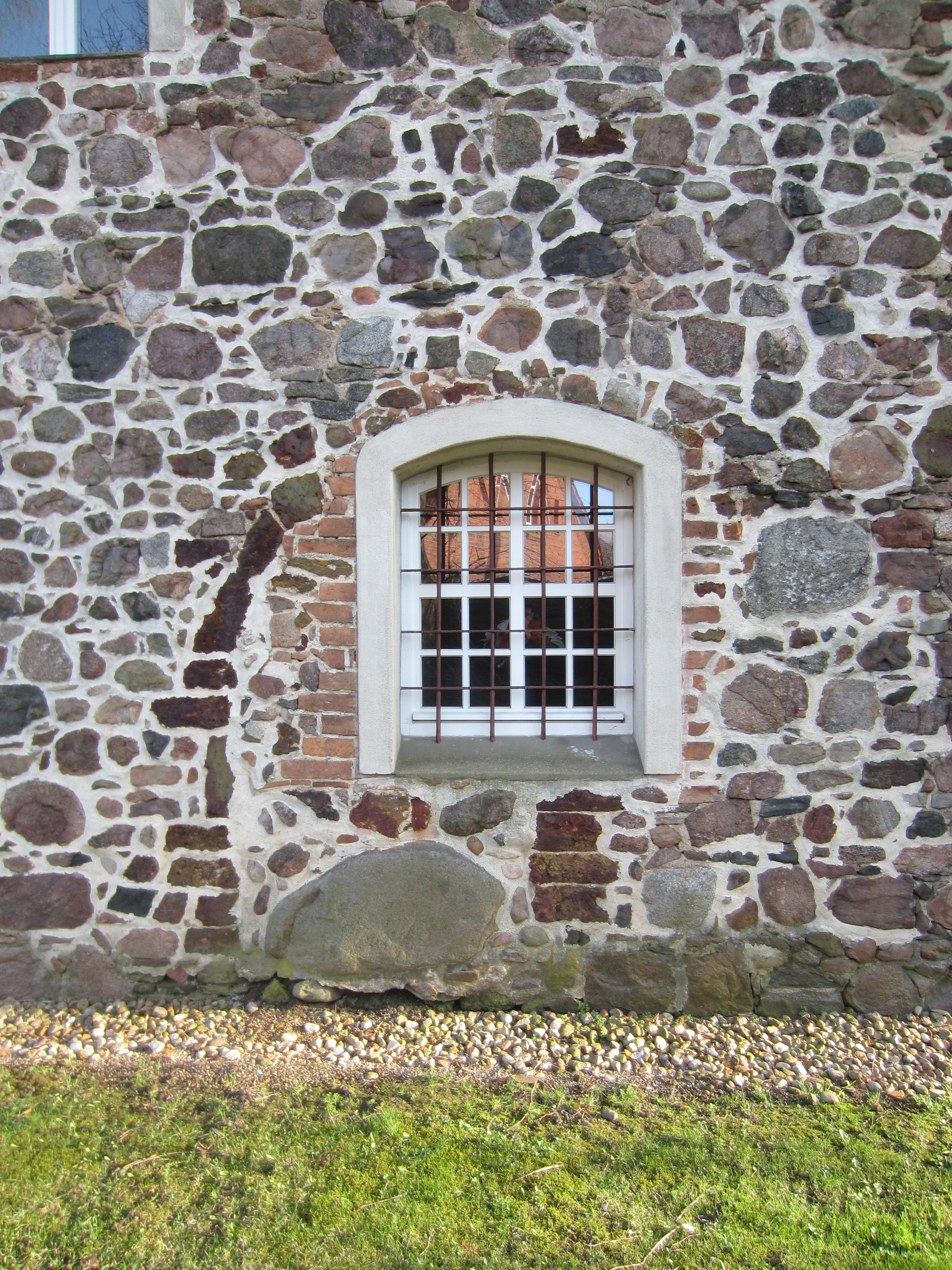
Vermauertes Portal an der Nordseite des Langhauses

Die Vollständige Anlage entstand im Wesentlichen aus Feldstein und Raseneisenstein, die unbehauen und nicht lagig geschichtet wurden. Die halbrunde Apsis ist stark eingezogen und besitzt drei Fenster, die jedoch nicht aus der Bauzeit stammen sind. Ihre Faschen sind hell verputzt und schneiden ursprüngliche(?) Fenster, die zugesetzt wurden. Am Übergang zum kegelförmigen Dach sind weitere Ausbesserungsarbeiten mit Bruchsteinen erkennbar.
Der Chor ist ebenfalls eingezogen und hat einen rechteckigen Grundriss. Die Ostwand ist fensterlos. An der Nord- und Südwand ist je ein hochgesetztes, gedrückt-segmentbogenförmiges Fenster. An der Südseite ist ein Anbau aus rötlichem Mauerstein. Er hat einen rechteckigen Grundriss und kann durch eine rundbogenförmige Pforte von Süden aus betreten werden. Darüber ist im Giebel ein kleines, rechteckiges Fenster.
Das Kirchenschiff hat ebenfalls einen rechteckigen Grundriss. An der Nordwand des Langhauses sind im oberen Bereich zunächst zwei große, segmentbogenförmige Fenster. Sie werden von einem weiteren, kleineren Fenster in Richtung Kirchturm ergänzt. Darunter sind je zwei weitere Fenster, von denen das westliche in einem ehemaligen, mittlerweile zugesetzten Portal eingesetzt wurde. An der Südseite des Langhauses sind ebenfalls zwei große sowie ein begleitendes, kleineres Fenster im Westen. Südlich ist ein weiterer Anbau, der ebenfalls einen rechteckigen Grundriss besitzt und von Süden her betreten werden kann.
Der querrechteckige Westturm nimmt die volle Breite des Schiffs auf. Im südlichen Bereich der Westwand ist eine kleine Pforte, darüber mittig ein Ochsenauge. Das darüberliegende Geschoss besteht aus Mauerstein, die Ostwand aus Mischmauerwerk. An der Westseite sind drei, an der Nord- und Südseite je zwei Klangarkaden. Darüber ist ein Walmdach mit Turmkugel, Wetterfahne und Kreuz.

## Ausstattung

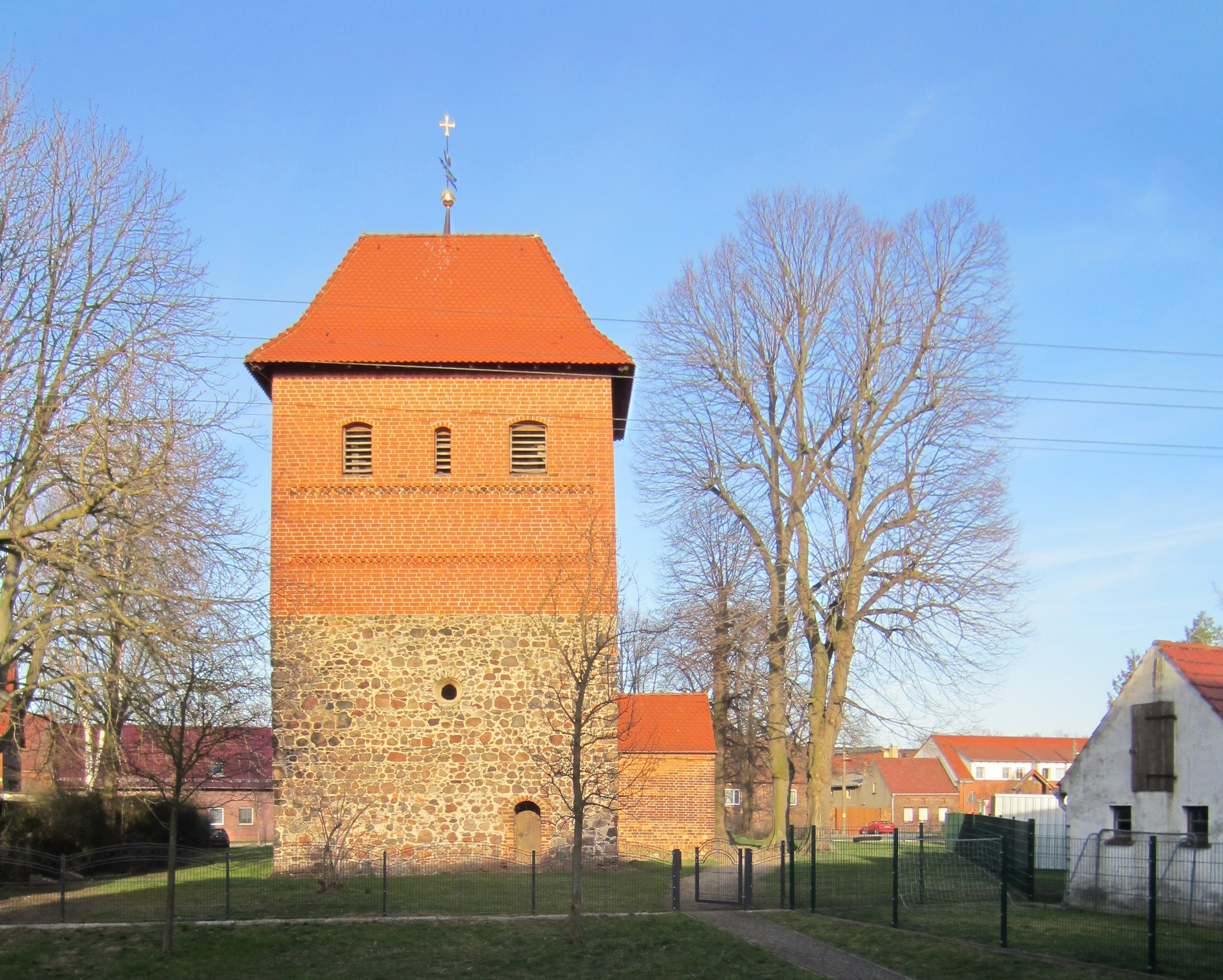
Ansicht von Westen

Das Altarretabel zeigt in der das Abendmahl Jesu; daneben sind in geschnitzten Figuren angeordnet, die Simon Petrus und Paulus von Tarsus darstellen. Sie stammen aus einem Altarretabel, das zu einer früheren Zeit in der Dorfkirche Rießen aufgestellt war. Das Werk ist auf das Jahr 1627 datiert und wurde um 1979 restauriert. Eine Fünte aus Sandstein stammt aus dem Jahr 1607 und ist an Schaft und Kuppa mit Beschlagwerk verziert. In der Nordwestecke entstand vermutlich um 1500 eine kleine Sakristei mit Sakramentsnische. Dort stand in der Zeit vor der Reformation ein Tetzelkasten, die im Kirchenführer „wenig respektvoll als ‚Katholikenloch‘ bezeichnet“ wird. Der Triumph- und Apsisbogen ist mit je einem Kämpfer versehen, dessen Ausführung an die Dorfkirche Wildau-Wentdorf erinnert. Das Schiff ist im Innern flach gedeckt; der Chor trägt ein Kreuzgratgewölbe.
An der Nordwand steht ein Epitaph, das an die 1730 verstorbenen Magdalena und Johann Klemm erinnert. Am Ostschluss steht ein weiteres spätklassizistisches Epitaph. Östlich des Bauwerks erinnert ein Gedenkstein an die Opfer der Weltkriege.